# Franz Raithel

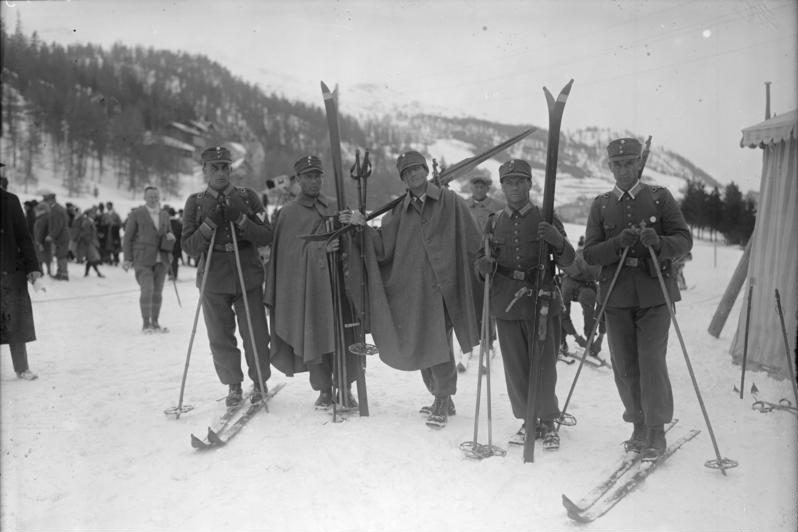
Deutsche Militärpatrouillen-Mannschaft bei den Olympischen Winterspielen 1928

Franz Hermann Karl Raithel (* 1905 in Ingolstadt; † 1935 am Mont Blanc, Frankreich) war ein deutscher Militäralpinist, Militärpatrouillenläufer und Offizier im III. Gebirgsjäger-Bataillon in Kempten.

## Leben
Franz Raithel war der älteste Sohn des späteren Königlich-Bayrischen Feuerwerks-Hauptmannes August Raithel. Franz Raithels Bruder Helmuth war Offizier bei der Waffen-SS und 1923 am Hitler-Ludendorff-Putsch beteiligt. Sein jüngster Bruder Heribert wurde mit dem Ritterkreuz ausgezeichnet und war Oberst der Wehrmacht.
Raithel war Soldat, zunächst im Dienstgrad des Leutnants, und wurde schon vor 1929 zum Oberleutnant befördert. Seit 1929 war er Mitglied in der Sektion Bayerland des Deutschen Alpenvereins und wurde am 1. April 1931 zum Heeresbergführer ernannt.
Als Militärpatrouillen-Läufer nahm er an den Olympischen Winterspielen 1928 teil. Dort war er Kapitän der deutschen Mannschaft, die in der Besetzung Raithel, Stefan Kistler, Josef Rehm und Ludwig Mayer angetreten war. Die deutsche Equipe belegte den fünften Platz, was in Deutschland als Erfolg angesehen wurde, da Militär-Skilauf in anderen Nationen eine längere Tradition als in Deutschland hatte. Die Schweizer Verantwortlichen wollten den Wettbewerb als offiziellen Teil der olympischen Wettkämpfe veranstalten, allerdings wurde der Wettkampf 1928 nur als Demonstrationswettbewerb abgehalten, nachdem er vier Jahre zuvor noch Teil des offiziellen Programms war. Erneut als Kapitän der Militärpatrouillenläufer nahm Raithel an den Nordischen Skiweltmeisterschaften 1930 in Oslo teil und erreichte im nicht zu den Weltmeisterschaften zählenden Militärpatrouillenlauf mit der deutschen Equipe wiederum den fünften Rang.
Raithel starb 1935 an seinen schweren Verletzungen nach einem Felssturz bei einer gemeinsam mit seinem Bruder Heribert durchgeführten Bergtour im Mont-Blanc-Massiv.